# Atheta putrida
Atheta putrida är en skalbaggsart som först beskrevs av Ernst Gustav Kraatz 1856.  Atheta putrida ingår i släktet Atheta, och familjen kortvingar. Arten har ej påträffats i Sverige.